# Лакучі (Флорида)
Лакучі (англ. Lacoochee) — переписна місцевість (CDP) в США, в окрузі Паско штату Флорида. Населення — 1124 особи (2020).

## Географія
Лакучі розташоване за координатами 28°27′56″ пн. ш. 82°10′13″ зх. д. / 28.46556° пн. ш. 82.17028° зх. д. (28.465650, -82.170374).  За даними Бюро перепису населення США в 2010 році переписна місцевість мала площу 7,43 км², з яких 7,39 км² — суходіл та 0,03 км² — водойми.

## Демографія
Згідно з переписом 2010 року, у переписній місцевості мешкало 1714 осіб у 530 домогосподарствах у складі 410 родин. Густота населення становила 231 особа/км².  Було 632 помешкання (85/км²).
Расовий склад населення:
| - 67,9 % — білих - 19,4 % — чорних або афроамериканців - 1,1 % — корінних американців - 0,1 % — вихідців з тихоокеанських островів - 0,1 % — азіатів - 8,6 % — осіб інших рас |

До двох чи більше рас належало 2,7 %. Частка іспаномовних становила 39,0 % від усіх жителів.
За віковим діапазоном населення розподілялося таким чином: 36,8 % — особи молодші 18 років, 54,1 % — особи у віці 18—64 років, 9,1 % — особи у віці 65 років та старші. Медіана віку мешканця становила 27,8 року. На 100 осіб жіночої статі у переписній місцевості припадало 97,0 чоловіків;  на 100 жінок у віці від 18 років та старших — 90,0 чоловіків також старших 18 років.
Середній дохід на одне домашнє господарство  становив 36 558 доларів США (медіана — 23 686), а середній дохід на одну сім'ю — 45 418 доларів (медіана — 45 063). За межею бідності перебувало 44,9 % осіб, у тому числі 65,2 % дітей у віці до 18 років та 19,0 % осіб у віці 65 років та старших.
Цивільне працевлаштоване населення становило 407 осіб. Основні галузі зайнятості: будівництво — 27,3 %, роздрібна торгівля — 21,1 %, освіта, охорона здоров'я та соціальна допомога — 8,4 %, науковці, спеціалісти, менеджери — 7,4 %.